# 川西市立黒川小学校
川西市立黒川小学校（かわにししりつ くろかわしょうがっこう）は、兵庫県川西市黒川に存在した公立小学校。川西市内最北端最東端及び兵庫県内最東端の小学校であった。
1977年（昭和52年）4月以降、廃校でなく休校の措置となっていた後に、46年もの月日を経て2023年4月1日に正式に廃止された。

## 概要
1873年に黒川、国崎、横路の3村（いずれも現・川西市）による協働によって、徳林寺の建物の一部を借りて「正則小学校」として発足。創立当時の児童数は16人（男児9人・女児7人）、教職員は1人であった。1875年に徳林寺の間借りから独立して校舎を新築。児童数の増加に対応するため、1904年には現在の場所に校舎（のちの北校舎）を新築して移転した。
第二次世界大戦の終わり頃から終戦直後の混乱期にかけて、大阪市や神戸市など近隣都市からの疎開児童が急増したため、対応するために1946年にはそれまでの校舎と同規模の南校舎を増築した。ピーク時の1945年には男子60人、女子49人の合計109人もの児童がいた。その後は、交通が非常に不便であったことによるほか、川西市制の開始に伴う都市化により市南部に人口が集中したことの反動から、過疎化が進行。加えて、1968年に一庫ダムの建設計画が決定されて、水没部分にあたる一部の校区内の世帯は地区外への移転を余儀なくさせられ、児童数は減少の一途を辿った。市制実施以降では開始直後の1955年時点の68人が児童数の最高で、1962年に40人台に移ってからも減少を続けた。1977年3月31日をもって無期休校を迎えた時点で児童数は19人となり、黒川小学校は東谷小学校に統合された。廃校や閉校の措置を取らず休校にしたのは、「いつか子どもが増えたときは再開してほしい」という地元住民の意思を、川西市側が尊重した結果であった。
2021年5月、校区内に義務教育対象年齢以下の児童や幼児がいないことを確認し、川西市教育委員会は再開のめどが見込めなくなったと結論付け、廃校の方針を地域の説明会で伝えたところ、反対意見は出なかった。
2022年3月、川西市教育委員会は市議会厚生文教常任委員会で廃校とする方針を明らかにした。木造校舎など一部は2022年度に川西市黒川里山センター（仮称）として整備する方針を明らかにした。その後、川西市黒川里山センターとしてその設置条例が整備され、2023年4月に開設されるとともに、認定NPO法人コクレオの森がその指定管理者となって運営を行っている。

## 歴史
- 1873年 - 徳林寺の一部を間借りして「正則小学校」[注釈 2]として開校[6]。
- 1875年5月15日 - 独立校舎を新築[5]（黒川村ではこの日を創立の日と伝える[2][注釈 3]）。
- 1878年 - 山下小学校と合併、智嚢小学校黒川分校となる[6][注釈 6]。
- 1887年4月7日 - 改正小学校令より智嚢小学校が東谷簡易小学校[注釈 7]となるとともにその分校ではなくなり[14]、黒川簡易小学校と改称[6]。
- 1892年 - 町村制の実施に伴い黒川尋常小学校となる（東谷村では東谷尋常小学校との2校設置）。
- 1904年8月25日 - 現在の場所に校舎（のちの北校舎）が落成[6]。従来からの校舎は、国崎村の小笠原万太郎に買い取られ、小笠原家の倉庫となる[5]。
- 1941年4月1日 - 国民学校令により東谷村立黒川国民学校となる[6]。
- 1945年 - 児童数がピークとなる（109人）[6]。
- 1946年12月27日 - 南校舎が落成[6]。
- 1947年4月1日 - 学制改革により東谷村立黒川小学校となる[6]。
- 1954年8月1日 - 川西市制施行により、川西市立黒川小学校となる。
- 1968年 - 一庫ダム（1983年竣工）の建設計画が持ち上がる。この頃より戦後顕著となった過疎化が一層進行し、将来の廃校が議論されるようになった。
- 1975年 - 創立100周年を迎える（独立校舎建築の1875年を起点におく[5]）。
- 1977年3月31日 - この日を最後に休校[注釈 8]。卒業生以外の在学児童は、東谷小学校に編入学となった[7]。翌4月1日に黒川公民館が開館[15]。
- 2022年2月17日 - 川西市教育委員会で黒川小学校の廃止を承認[16]。翌月の3月25日に川西市議会において黒川小学校を廃止する条例を可決[17]。
- 2023年4月1日 - 黒川小学校が正式に廃止[注釈 1]。川西市黒川里山センターが開設。

## 校舎

### 北校舎
1904年（明治37年）に建てられた北校舎は兵庫県内で最古級の木造校舎であった。
1977年の休校後は、黒川公民館として一般に開放。貴重な木造校舎で、使い込まれた机・イス・教材が保存されていたこともあって、観光地としての地位も確立された。
2010年3月に兵庫県の景観形成重要建造物に指定された。NHK連続テレビ小説「スカーレット」のロケ地にもなった。

### 南校舎
戦後の児童数の急増により1946年（昭和21年）に南校舎が建てられた。川西市は、2022年に教育委員会での廃校承認を経て市議会に提案した時点で、南校舎については解体の可能性もあるが、指定管理者の提案があれば保存活用するとしていた。現在は、川西市黒川里山センターにおいて南棟として活用。

## 周辺施設
- 兵庫県道68号川西三田線（北摂里山街道）
- 知明湖キャンプ場

## 開館時間（参考：黒川公民館当時）
（注）新型コロナウイルス感染症拡大による貸館業務中止以前のもの。
- 9:00～17:30（但し、図書室開室、貸し出し時間は平日9:00～17:10）
- 休館日：年末年始（12月29日～1月3日）。但し、臨時休館あり。

## 観覧料金（参考：黒川公民館当時）
- 入館無料

## アクセス
- 能勢電鉄妙見口駅より 阪急バス西能勢線・「黒川」バス停下車 徒歩5分。